# Puerto de Malagón
El puerto de Malagón, conocido también como alto de Abantos o puerto de San Juan de Malagón, es un puerto de montaña situado en la zona suroeste de la sierra de Guadarrama (sierra perteneciente al sistema Central). Tiene una altitud de 1590 metros y separa las provincias españolas de Madrid y Ávila. 
La carretera comarcal que lo atraviesa comunica los municipios de San Lorenzo de El Escorial (Madrid) y Peguerinos (Ávila). Al oeste del puerto se extiende la sierra de Malagón, la cual le da el nombre. El paso de montaña se ubica en la ladera sur del Monte Abantos, por lo que constituye el punto de partida de un camino que lleva a la cima de dicha montaña.

## Ciclismo
Este puerto de montaña es de gran importancia en el panorama ciclista español. Un gran número de ediciones de la Vuelta a España ha pasado por el puerto de Malagón y el puerto ha sido final de etapa en muchas ocasiones. 
Está considerado un puerto de primera categoría, es por ello que grandes ciclistas han ganado en su cumbre, como Roberto Laiseka en 1999, Gilberto Simoni en 2001 o Samuel Sánchez en 2007. 
Aun así, el ciclista que más ha destacado en esta cumbre es Roberto Heras, primero con su victoria en 2000, pero sobre todo en la cronoescalada de 2003, cuando una espectacular ascensión le hizo proclamarse campeón de la Vuelta ante Isidro Nozal, que era el líder a falta de la disputa de una sola etapa.